# (32745) 1981 DO1
(32745) 1981 DO1 est un astéroïde de la ceinture principale d'astéroïdes découvert en 1981.

## Description
(32745) 1981 DO1 a été découvert le 28 février 1981 à l'observatoire de Siding Spring, situé près de Coonabarabran, en Nouvelle-Galles du Sud, en Australie, par Schelte J. Bus.

### Caractéristiques orbitales
L'orbite de cet astéroïde est caractérisée par un demi-grand axe de 2,35 ua, un périhélie de 1,89 ua, une excentricité de 0,19 et une inclinaison de 6,07° par rapport à l'écliptique. Du fait de ces caractéristiques, à savoir un demi-grand axe compris entre 2 et 3,2 ua et un périhélie supérieur à 1,666 ua, il est classé, selon la JPL Small-Body Database, comme objet de la ceinture principale d'astéroïdes.

### Caractéristiques physiques
(32745) 1981 DO1 a une magnitude absolue (H) de 15,4 et un albédo estimé à 0,078.